# Memorijal Petra Stankovića
Memorijal Petra Stankovića, hrvatska kulturno-znanstveno-obrazovna manifestacija posvećena Petru Stankoviću. Memorijal se održava jednom godišnje u Stankovićevom rodnom Barbanu.

## Povijest
Inicijativu su dali Slaven Bertoša i Denis Kontošić. Koncem 2010. tadašnji načelnik Općine Barban Denis Kontošić zamolio je Bertošu bi li dopustio da se za potrebe nove web-stranice Općine Barban iskoriste podatci iz njegovih do tada objavljenih radova. Kontošić je na prvom susretu s velikim entuzijazmom govorio o Petru Stankoviću i upoznao ga s idejom o organiziranju skupa njemu u čast pa se krenulo s organizacijom skupa. Prvi susret održan je oko obljetnice Stankovićevog rođenja (22. veljače 1771.) 2011. godine. U sklopu memorijala od 2012. godine održava se znanstvenog skupa Barban i Barbanština od prapovijesti do danas. Izašlo je više zbornika sa skupa. Glavni je organizator skupa bila Općina Barban, a suorganizatori su Osnovna škola Jure Filipovića Barban, Turistička zajednica Općine Barban i Župa sv. Nikole u Barbanu. Od 2019. godine je organizator, a od 2020. suorganizator skupa uz Općinu Barban je i Katedra Čakavskog sabora za povijest Istre u Pazinu. Od 2020. organizator skupa je, uz Općinu Barban, Katedra Čakavskog sabora Barban. Planira se sudioništvo prenijeti i na školsku djecu.

## Vanjske poveznice
- Hrvatski radio Pula  Arhivirana inačica izvorne stranice od 17. travnja 2021. (Wayback Machine) Emisija Čakaviana: Memorijal Petra Stankovića, gostuju Slaven Bertoša i Iva Kolić, emitirano 2. ožujka 2020. u 13:15, trajanje emisije 32:11